# Citizen Cope
Citizen Cope es un seudónimo de Clarence Greenwood, teclista, guitarrista, cantante, DJ, y el nombre del grupo que lidera.

## Biografía
Nacido en Memphis, Tennessee, Greenwood comenzó su carrera musical como DJ para el cantante de hip hop Basehead, grupo que tuvo un importante impacto en el estilo de Clarence Greenwood. Citizen Cope toca distintos estilos de música, tales como folk, blues, hip hop, rock, y R&B.
La primera maqueta de Greenwood llevaba el nombre de Cope Citizen a finales de los 90. Se vería obligado a darse a conocer donando los derechos de las canciones que componían la demo a bandas sonoras de películas (Coach Carter) y haciendo apariciones en discos de otros cantantes. 
En 2000, Greenwood firma con el sello discográfico DreamWorks Records, con el que realiza su primer álbum, Cope Citizen, en 2002.
Greenwood comienza la gira como telonero de Nelly Furtado tocando en el Festival Coachella Valley Music and Arts en Indio, California, en 2002. Clarence siente que DreamWorks Records ha infravalorado Cope Citizen, creándose una cierta tensión entre el autor y la discográfica. Hecho que acaba con la salida de Clarence de DreamWorks Records tras previo pago a la misma de la cláusula de rescisión del contrato, usando para ello el adelanto que le proporciona Arista Records y RCA Records a cambio de los derechos del siguiente disco, The Clarence Greenwood Recordings, 2004
Con The Clarence Greenwood Recordings, obtiene unas críticas inmejorables, haciendo una mini gira con la prestigiosa banda Robert Randolph & the Family Band.
En 2005, Cope continuó su gira por los Estados Unidos. En abril de ese año, su canción "Son's Gonna Rise" aparece en un anuncio de Pontiac y se distribuye como su segundo sencillo.
En 2006, la canción "Bullet and a Target" en los créditos finales de la película La Sombra de la Sospecha. "Let The Drummer Kick" aparece en la película Admitido y Coach Carter.
El 12 de septiembre de 2006, Citizen Cope da luz a, Every Waking Moment su último trabajo hasta la fecha.
Citizen Cope actualmente vive en Brooklyn, Nueva York.

## Citas
- "Cuando era un niño, era un oyente".
- "La música era algo que salía de la radio o de un disco, algo que me hacía sentir cosas inexplicables. Era mágico para mi, y pensé que era algo que quería hacer parte de mi".
- "Estaba escribiendo poesía, y trabajando en algunos trozos de canciones, y sólo sabía que quería hacer sentir a los demás lo que yo sentía cuando escuchaba música."
- "Estando por ahí demasiado tiempo, hace que te sientas solo, más cuando estas rodeado por gente que no conoces. Estar demasiado tiempo sin los tuyos puede llegar a ser insoportable."
- "Tengo un hermano llamado Lee que se parece tanto a mi como se parecen entre ellos los dos márgenes del Mississipi".

## Discografía
- Cope Citizen (1992)
- Citizen Cope (2002)
- The Clarence Greenwood Recordings (2004)
- Every Waking Moment (2006) #69 E.U.A.
- Bullet sencillo perteneciente al álbum Blue Collar de Rhymefest (2006).
- Karma Police sencillo perteneciente al álbum Radiodread de Easy Star All Stars (2006).
- Sideways sencillo perteneciente al álbum Shaman de Carlos Santana.